# 異形：孤立
《異形：孤立》是一款第一人稱生存恐怖匿蹤遊戲，由Creative Assembly開發，並由世嘉發行。遊戲屬於《異形系列》的一部份，並被福斯公司列入正史。
遊戲的背景設定為西元2137年，時間位於電影《異形》故事的15年後、《異形2》故事的42年前。遊戲中主角亞曼達·蕾普利·麥可萊恩（Amanda Ripley-McClaren）正著手調查母親艾倫·蕾普利失蹤事件。亞曼達來到太空站「Sevastopol」試圖找尋「Nostromo」太空船的飛行紀錄，但太空站已被異形入侵。

## 遊戲玩法
製作公司The Creative Assembly把《異形：孤立》形容為一款生存恐怖遊戲而非動作射擊遊戲，因此選擇讓遊戲的風格較為接近雷利·史考特執導的恐怖電影《異形》，而非詹姆士·卡麥隆執導、較為偏向動作電影的《異形2》。有別於其他《異形》主題的遊戲，《異形：孤立》中大部分時間只會出現一隻異形而且無法被殺死，玩家需要使用匿蹤技巧求生。雖然遊戲中有武器的存在，但這些武器僅對人類和「Working Joes」機器人有攻擊作用。
遊戲中異形的人工智慧被設定為利用視覺、聲音和嗅覺來追緝主角而非依照固定的路線巡邏。異形的人工智慧包含多組複雜的行為模式，將隨著遊戲的進行逐漸開啟，產生異形在接觸玩家的過程中也逐漸學習成長。異形具有調查「次要存在證據」的能力，例如在注意到一個置物櫃或氣壓鎖被開啟，牠將會搜索開啟者。玩家可奔跑來增加移動速度，但腳步聲會引起異形的注意。玩家持有手電筒和可追蹤異形動作的偵測器，但使用時產生的光線和聲響會讓異形更容易找到玩家藏身的所在。玩家可躲進桌子底下或置物櫃等空間中，此時可能需要按住遊戲操作器按鈕來避免發出呼吸聲。遊戲的關卡採用非線性設計，每個空間都有多於一個進出點，為玩家和異形提供不同的攻擊和逃亡路線。
遊戲中沒有抬頭顯示器的設計，玩家僅能透過所持有的物品來掌握各種資訊，例如使用偵測器來查看異形所在的位置，但使用時會觸發景深效果，讓玩家無法同時聚焦觀看偵測器和周遭的環境。偵測器僅能偵測到異形的大略位置而無法取得精確的所在地，異形若靜止不動也無法偵測。遊戲中設計有製造系統，玩家可透過製造武器和工具來防衛自己。製造所需的物件隨機分佈於地圖中而非在固定的位置，讓玩家在每次遊玩時都需探索整個關卡來找到所需要的物件。遊戲中玩家將有機會入侵各種電腦和電子裝置來取得資訊或觸發機關。

## 劇情
2137年（異形事件後15年），阿曼達·蕾普莉（Amanda Ripley）獲得其下落不明之母親愛倫·蕾普莉（Ellen Ripley）的消息：其宇宙船諾斯特羅莫（Nostromo）之飛行記錄儀已被發現和送至環繞氣體行星KG348運行之太空站塞瓦斯托波（Sevastopol）。為了解母親下落，蕾普莉與Weyland-Yutani企業之機械人塞繆爾斯（Samuels）及行政人員妮娜·泰勒（Nina Taylor）登上宇宙船多倫斯（Torrens）前往塞瓦斯托波，但在離艦登上太空站時因發生意外，導致蕾普莉與二人分離而被迫獨自行動。
蕾普莉在站內探索欲與多倫斯號聯絡，發現站內人員數量大幅減少，大多已成為向陌生者即時槍擊之拾荒者，當中一人在蕾普莉答應提供逃生機會後願意合作，並表示一不明生物於站內肆虐。該生物不久現身殺死了該拾荒者；蕾普莉逃走後尋獲飛行記錄儀但發現資料已不存在，因此欲透過太空站通訊中心與多倫斯號聯絡，過程中目擊站內機械人殺害欲發出求救訊號之生還人員。
蕾普莉其後與塞繆爾斯和泰勒合會，並與太空站上將維待斯（Waits）及其下屬里卡度（Ricardo）會面。維特斯希望蕾普莉協助消滅該異形之計畫：把牠困在太空站某區域後將之分離。蕾普莉成功把異形引到目標地點後卻驚悉維特斯以她作餌，把她連同廢棄區域和異形一同分離。蕾普莉及時穿上太空衣並從密封艙彈射逃走返回太空站；該異形與廢棄區域被KG348引力吸引而墜落。
站內機械人突然攻擊一眾生還者，維特斯被殺害而里卡度生還。為阻止屠殺，塞繆爾斯欲連接太空站人工智能「阿波羅」（APOLLO），雖然被系統保安關掉但成功讓蕾普莉進入電腦核心。阿波羅表示Weyland-Yutani已收購太空站，同時命令站內所有機械人不惜一切保護異形。在蕾普莉質問為何指令在異形已被排除後仍然生效後，核心著她前往太空站反應爐：異形已在該處建立了巢穴並產下了多個蛋。蕾普莉利用反應爐毀滅了巢穴但多隻異形逃到了站內。
蕾普莉從里卡度獲悉泰勒的真正目的是受命帶回異形，泰勒也在阻止一名人員利用電子超負荷毀滅太空站以殺死所有異形時被殺，蕾普莉雖然阻止了超負荷但太空站因重力穩定裝置於過程中被毀而即將墜落KG348，里卡度也在蕾普莉成功聯絡多倫斯號後被異形幼體襲擊身亡。在多倫斯號與太空站對接後，穿上太空衣之蕾普莉最終在眾多異形圍攻之際造出爆炸協助多倫斯號分離，同時被爆炸吹往船艦而著艦，但蕾普莉在船艙內遇上一隻異形。蕾普莉在異形下手前退至密封艙並將之開啟，把她與異形一同吸出太空。

## 外部連結
- 官方网站
- 互联网电影数据库（IMDb）上《異形：孤立》的资料（英文）